# Carl Alexander Krethlow
Carl Alexander Krethlow (* 12. Januar 1965 in Bern) ist ein Schweizer Militärhistoriker.

## Leben
Alexander Krethlow besuchte Schulen in Muri und Bern. Nach der Matura 1985 an der Stiftsschule Einsiedeln studierte er Geschichte und Germanistik an der Universität Genf und Neueste Geschichte, Schweizergeschichte und Russistik an der Universität Bern. Studienaufenthalte führten ihn an die Lomonossow-Universität in Moskau sowie nach Sankt Petersburg und London. 1994 graduierte er mit einem Lizenziat (lic. phil. hist.). 1995 war er zu Studienzwecken am Istituto Svizzero di Roma tätig, ein Jahr später in Prag. 1997 wurde er bei Judit Garamvölgyi an der Universität Bern mit der Dissertation Der Malteserorden. Wandel, Internationalität und soziale Vernetzung im 19. Jahrhundert zum Dr. phil. promoviert. Es folgten Forschungsaufenthalte in Deutschland, der Türkei und England. 2010 habilitierte er sich an der Universität Bern mit der Arbeit Generalfeldmarschall Colmar Freiherr von der Goltz Pascha. Eine Biographie. Er verfügt über die Venia docendi für Neueste Geschichte an der Abteilung für Neueste Geschichte und Zeitgeschichte (NNG) der Universität Bern.
Er ist Mitglied im Arbeitskreis Militärgeschichte und in der Clausewitz-Gesellschaft. Überdies ist er Oberst (Miliz) der Schweizer Armee; er war von 2010 bis 2015 stellvertretender Chef Zivilschutz und Chef Strategie im Eidgenössischen Departement für Verteidigung, Bevölkerungsschutz und Sport (VBS). Seit dem 1. Juni 2015 ist er Generalsekretär der Regierungskonferenz Militär, Zivilschutz und Feuerwehr.
Krethlow engagiert sich für zahlreiche soziale und karitative Projekte im Heiligen Land. Er ist seit 1997 Mitglied des Ritterordens vom Heiligen Grab zu Jerusalem, und Mitglied des Hospitaldienstes des Malteserordens.
Alexander Krethlow ist verheiratet mit der Historikerin Donata Krethlow-Benziger.

## Schriften (Auswahl)
- Der Malteserorden. Wandel, Internationalität und soziale Vernetzung im 19. Jahrhundert (= Europäische Hochschulschriften. Reihe 3. Geschichte und ihre Hilfswissenschaften. Bd. 890). Lang, Bern u. a. 2001, ISBN 3-906765-94-6 (Dissertation, Universität Bern, 1997).
- Wirtschaftskrieg und Monopolkapital. Das Bild der Europäischen Gemeinschaft in der sowjetischen Presse 1979 bis 1985. Lang, Bern u. a. 2006, ISBN 3-03910-803-4.
- Generalfeldmarschall Colmar Freiherr von der Goltz Pascha. Eine Biographie, Verlag Ferdinand Schöningh, Paderborn u. a. 2012, ISBN 978-3-506-77372-2 (Habilitationsschrift, Universität Bern, 2010).
- (Hrsg.) Hofjagd, Weidwerk, Wilderei. Kulturgeschichte der Jagd im 19. Jahrhundert, Verlag Ferdinand Schöningh, Paderborn 2015, ISBN 978-3-506-78258-8.
- Der Basler Jagd-Club, 1868-2018, Basler Jagd-Club 2018
- Bagdad 1915/17: Weltkrieg in der Wüste, Verlag Ferdinand Schöningh, Paderborn 2018
- Bauern – Schulzen – Gutsbesitzer. Mobilität in der ländlichen Bevölkerung Vorpommerns 1570-1970, (= Wissenschaftliche Beiträge. Reihe Geschichtswissenschaft. Bd. 50), Tectum Verlag, Baden-Baden 2021, ISBN 978-3-8288-4619-7